# Dan Coe
Daniel Coe (Bukarest, 1941. szeptember 8. – Köln, 1981. október 19.) román válogatott labdarúgó.

## Pályafutása

### A válogatottban
1963 és 1971 között 41 alkalommal szerepelt a román válogatottban és 2 gólt szerzett. Részt vett az 1964. évi nyári olimpiai játékokon az 1970-es világbajnokságon.

## Sikerei, díjai
Rapid București
- Román bajnok (1): 1966–67
- Román kupadöntős (2): 1961–62, 1967–68